# یون بوهونوسیک
یون بوهونوسیک (انگلیسی: Yevhen Bohonosiuk؛ زادهٔ ۱۸ ژانویهٔ ۱۹۸۲) ورزشکار ژیمناستیک اهل اوکراین است.